# Mesontoplatys rufolaterus
Mesontoplatys rufolaterus är en skalbaggsart som beskrevs av Victor Ivanovitsch Motschulsky 1863. Mesontoplatys rufolaterus ingår i släktet Mesontoplatys och familjen Aphodiidae. Inga underarter finns listade i Catalogue of Life.